# Laputa - Castello nel cielo
Laputa - Castello nel cielo (天空の城ラピュタ?, Tenkū no shiro Rapyuta, lett. "Laputa, il castello dei cieli"), è un film d'animazione del 1986 scritto e diretto da Hayao Miyazaki.
Il titolo del film è un esplicito riferimento all'isola immaginaria Laputa, descritta nel romanzo I viaggi di Gulliver di Jonathan Swift.
Dopo il successo di Nausicaä della Valle del vento, nel 1985 Hayao Miyazaki, insieme a Isao Takahata e alla Tokuma Shoten, fonda lo Studio Ghibli. La prima opera che nacque fu proprio Laputa - Castello nel cielo, film prodotto tra il giugno 1985 e il luglio 1986, e uscito nelle sale il 2 agosto dello stesso anno. Il film non tradì le aspettative né dei fan né dello stesso Studio Ghibli, che si apprestava a diventare uno dei più rinomati studi di animazione del mondo. Lo stesso Miyazaki era scettico riguardo alla sopravvivenza del neonato Studio Ghibli, ma Laputa resistette e superò qualsiasi dubbio, venendo premiato in Giappone come miglior film d'animazione del 1986.
Il regista si occupò del design di ogni parte del film, dai mezzi volanti di Dola ai robot dell'isola di Laputa, curando personalmente ogni particolare e riprendendo molti dei temi e dei paesaggi già trattati nei precedenti Nausicaä della Valle del vento e Conan il ragazzo del futuro, quali l'ecologismo, l'antimilitarismo, l'avversione per la sete di potere umana e la fiducia, malgrado tutto, in sentimenti come l'amore e l'amicizia.

## Trama
Un'aeronave viene attaccata da un gruppo di pirati dell'aria, comandati da una combattiva megera di nome Dola. A bordo dell'aeronave c'è una ragazzina prigioniera, Sheeta, circondata da uomini vestiti di nero. I pirati mirano al ciondolo della ragazza, che chiamano aereopietra. Durante l'arrembaggio Sheeta riesce a liberarsi dai suoi carcerieri, ma per sfuggire ai pirati esce dal finestrino dell'aeronave e precipita. Prodigiosamente, la pietra al suo collo si accende di una luce azzurra e rallenta la sua caduta fino ad atterrare dolcemente tra le braccia di un ragazzo orfano, Pazu, operaio in una miniera.
Dopo averla soccorsa, Pazu la porta a casa sua, dove vive da solo coi suoi colombi. I due fanno amicizia, e Pazu racconta alla ragazza di Laputa, una leggendaria città-castello volante che viaggia nel cielo da centinaia di anni nascosta dalle nuvole. In pochi credono alla esistenza del castello, ma Pazu ne è convinto perché suo padre, anni addietro, riuscì a fotografare parte dell'imponente struttura durante una rischiosa manovra aerea. Tuttavia i pirati scoprono il nascondiglio di Sheeta e i due ragazzi riescono a salvarsi scappando verso il villaggio di minatori, dove nasce una rissa tra i pirati e le maestranze, determinate a difendere il ragazzino e la sua amica. Pazu e Sheeta continuano a scappare su un piccolo treno inseguiti continuamente da Dola ed i suoi, fino al sopraggiungere dell'esercito, che scaccia i pirati, ma che si rivela al servizio dello stesso uomo, il colonnello Muska, che teneva prigioniera la ragazza sull'aeronave all'inizio della storia.
Ostacolandosi a vicenda, pirati ed esercito consentono a Pazu e Sheeta di fuggire. I ragazzi si nascondono nelle miniere dove incontrano un vecchio minatore, Nonno Pon, il quale racconta loro l'origine della gravipietra: soltanto il popolo di Laputa era capace di estrarre e lavorare il minerale e quindi è da lì che la pietra proviene. Sheeta rivela a Pazu il suo nome completo, un nome segreto: Lusheeta Toel Ul Laputa. All'uscita dalle miniere tuttavia Muska riesce a far arrestare i due ragazzi che vengono internati in una fortezza dell'esercito.
Rinchiuso Pazu in una segreta, i militari si consultano con Muska su come ottenere la collaborazione della ragazza. I primi sarebbero per le maniere forti, ma l'agente, che rivela di avere protettori molto in alto nel governo, ritiene di poter ottenere da Sheeta le informazioni di cui sono in cerca sfruttando l'amicizia fra lei e Pazu. Viscidamente, Muska mostra a Sheeta un robot-soldato precipitato da Laputa, che possiede lo stesso marchio inciso sul ciondolo della ragazza: lei, infatti, è l'erede al trono di Laputa. A quel punto capisce che alcune formule magiche imparate da bambina in realtà sono comandi coi quali la gravipietra mostra il suo potere, assieme a una terribile parola di distruzione da non usare mai. Muska convince Sheeta a collaborare offrendole in cambio la libertà di Pazu. La ragazza accetta e il giovane, affranto e abbattuto, fa ritorno al villaggio, dove trova la casa occupata dai pirati.
Mentre in un confronto con la vecchia piratessa Dola il ragazzo si risolve a seguire i pirati per riprendersi indietro Sheeta, questa attiva involontariamente la gravipietra, che richiama il robot-soldato. La macchina da guerra si scatena e spazza via ogni ostacolo per raggiungere la sua padroncina. La manifestazione dell'enorme potere tecnologico di Laputa viene accolta dai militari con terrore, ma da Muska con entusiasmo. Pazu e i pirati nel frattempo accorrono alla fortezza, che trovano in fiamme per la terribile reazione del robot. I pirati e Pazu, sui flapper (piccole macchine volanti biposto dotate di ali simili a quelle di una libellula) riescono a salvare la ragazza che però perde la pietra, mentre il robot viene alla fine abbattuto dall'esercito, resistendo stoicamente nel tentativo di salvare Sheeta, inizialmente terrorizzata dalla macchina, ma poi commossa dal sacrificio del robot.
Muska riesce a recuperare la pietra, con la quale può individuare la posizione di Laputa e fa mobilitare all'esercito un'enorme corazzata volante, Goliath. Dal canto loro i pirati si uniscono ai due ragazzi nella corsa per arrivare a Laputa. Sheeta e Pazu entrano nell'equipaggio della nave pirata, la Tiger Moth, guadagnandosi la stima dei malviventi, che si dimostrano essere dei buoni diavoli che subito si affezionano ai ragazzi. Finalmente le due navi giungono in vista dell'isola nel cielo, nascosta da una gigantesca nuvola. Pazu e Sheeta vi arrivano in un incidente con l'aliante-coffa su cui stavano in osservazione, che viene strappato alla nave-madre Tiger Moth. I due scoprono che la città è oramai deserta, ed è diventata un giardino con al centro un immenso albero, il tutto manutenuto da un solitario robot-giardiniere, ultimo sopravvissuto della sua categoria, una macchina gentile che cura animali e piante e onora la tomba degli ultimi abitanti di Laputa.
Poco dopo però i due ragazzi, avvertiti dal rumore di esplosioni, scoprono che sull'isola volante sono attraccati anche la Goliath e la nave pirata, il cui equipaggio è stato arrestato. Nel tentativo di liberarli Muska riesce a catturare Sheeta e la conduce nelle viscere dell'isola volante, dove rivela d'essere anch'egli un discendente della casata reale di Laputa. Mentre i soldati si danno al saccheggio delle immani ricchezze dell'isola, Muska trova il centro di comando e scatena le tecnologie perdute di Laputa con la pietra. Si scopre infine che Laputa è anche una gigantesca arma con potenzialità di distruzione ben maggiori di quelle di una bomba atomica, nonché responsabile, nell'antichità, di avere raso al suolo intere città (tra cui Sodoma e Gomorra). È probabile che l'ultima famiglia reale, resasi conto delle colpe e delle disgrazie causate al mondo, decise di abbandonare l'isola insieme ai suoi abitanti e di vivere sulla terra per evitare che qualcun altro usasse per scopi malvagi la scienza di Laputa.
Una dimostrazione della potenza delle armi di Laputa convince il Generale che Muska intende effettuare un colpo di stato, e, tardivamente, cerca di eliminarlo, ma questi, nel suo delirio d'onnipotenza, lo fa precipitare nel vuoto assieme a decine di soldati, contro i quali poi scaglia i robot da combattimento. Sheeta allora strappa la pietra al folle Muska, ma non può evitare l'insensata orgia di distruzione in cui tutti i militari vengono massacrati e la Goliath abbattuta.
Pazu finalmente raggiunge Muska e Sheeta, e la ragazza riesce a consegnargli la pietra. Muska minaccia di uccidere Sheeta se Pazu non dovesse dargli la gravipietra, ma il giovane riesce a metterla in mano alla ragazza e insieme pronunciano la terribile parola di distruzione con cui il cuore tecnologico di Laputa si disintegra, e la gigantesca gravipietra che sosteneva Laputa si trasferisce nel tronco dell'albero gigante. Muska precipita coi frammenti dell'isola volante mentre i ragazzi si salvano protetti dalle radici del gigantesco albero. Persi per sempre i suoi terribili segreti tecnologici, Laputa, liberata da quel peso, vola via con l'ultimo robot-giardiniere, mentre Pazu e Sheeta vengono recuperati dai pirati di Dola che sono infine riusciti a mettere le mani su un bel po' di gioielli. Avvicinatisi alla terra ferma, i due gruppi si salutano felicemente, poi Pazu e Sheeta volano via con l'aliante coffa mentre i pirati sui flapper partono verso la loro successiva avventura.

## Personaggi
Pazu (パズー?, Pazū)
Personaggio principale del film, un giovane orfano che lavora nelle miniere. Aiuta Sheeta e l'accompagna per tutta l'avventura inseguendo il sogno sfiorato dal padre: la scoperta di Laputa. Fin dall'inizio si dimostrerà coraggioso e protettivo verso la sua amica. La vita nelle miniere lo ha reso dotato di un'agilità e resistenza sorprendenti.
Sheeta (シータ?, Shīta)
Coprotagonista del film, la ragazzina ha vissuto tra i monti in solitudine, custodendo un segreto a cui ora l'esercito e l'agente Muska sono particolarmente interessati. Il suo nome segreto è "Lusheeta Toel Ul Laputa" ed è una degli ultimi discendenti della famiglia reale di Laputa, il leggendario castello volante, come dimostra il suo pendente: una pietra con il simbolo di Laputa e il potere di annullare la forza di gravità.
Pon
Chiamato anche "nonno Pon" è un uomo anziano che passa la maggior parte del tempo nelle miniere. Pon sostiene di sentire le voci delle pietre e che quando fanno baccano indicano che sopra di loro sta passando Laputa. Mostra a Pazu e Sheeta che dentro le pietre della miniera vi è della aeropietra, un minerale che sembra sprigionare una strana energia, ma che subito, a contatto con l'aria, diventa semplice pietra. Sheeta mostra infine il suo ciondolo che si rivela essere un cristallo di aeropietra. Pon è stupito di vederne un cristallo puro, sostenendo che solo gli abitanti di Laputa possedevano la conoscenza di fabbricarne di tali. Questo permise agli abitanti di fare volare la loro città. Pon avverte Sheeta che la gravipietra possiede un potere pericoloso, e che poteri del genere così come possono portare gioia alla gente possono anche attirare la rovina.
Muska (ムスカ?, Musuka)
Un uomo misterioso che controlla i servizi segreti. Possiede molte informazioni su Laputa, ha modi educati e viscidi, è ambizioso e spietato. Cerca la pietra di Sheeta per trovare Laputa e impossessarsi del suo potere. Si rivela infine essere un discendente della stirpe reale di Laputa nonché un lontano parente di Sheeta, avendo a sua volta un nome segreto: "Romuska Palo Ur Laputa". Il casato reale di Laputa infatti un tempo era uno solo, ma quando abbandonò Laputa andando a vivere sulla terraferma si divise in due rami. Muska costituisce un caso particolare di antagonista nell'ambito dei film diretti da Miyazaki: egli è, infatti, un personaggio completamente negativo, a differenza di altri antagonisti che, nel corso delle vicende, dimostrano di avere lati positivi, di vedere i propri sbagli, o addirittura di agire contro il protagonista solo perché mal guidati; Muska è un individuo privo di morale, che fino alla fine non mostra nessun rimorso per le proprie azioni e che agisce solo per egoismo.
Dola
Donna a capo di un gruppo di pirati dell'aria, in cerca della pietra di Sheeta. È la madre di tutti i membri della sua banda, con l'eccezione del vecchio meccanico della loro nave, chiamato dai pirati "nonno". Sembra solo una criminale ma poi dimostra di avere anche un lato tenero e materno, affezionandosi ai due ragazzi.
Famiglia di Dola
Ciurma di pirati dell'aria. Come la madre/capitana, inizialmente sembrano solo dei criminali senza scrupoli, ma alla fine, quando sono obbligati a portare con loro Sheeta e Pazu, cominciano tutti ad affezionarsi ai due, tanto che quando la bambina è incaricata di cucinare per la ciurma alla fine, uno dopo l'altro, quasi tutti i membri dell'equipaggio vanno a darle una mano.
Il Generale
È il comandante dell'esercito. Ottuso e militarista, si accorge troppo tardi del vero obiettivo di Muska, ovvero non di servire la loro patria, ma di conquistare per se stesso il potere di Laputa e diventare padrone del mondo.

## Colonna sonora
La colonna sonora del film è stata composta da Joe Hisaishi e pubblicata nella raccolta Tenkuu no shiro Rapyuta Saundotorakku ―Hikouseki no Nazo― (天空の城ラピュタ サウンドトラック ―飛行石の謎―?) il 25 settembre 1986 da Tokuma Japan Communications. La casa editrice ha ristampato l'album in due occasioni: il 21 dicembre 1993 e il 17 luglio 2002.

### Tracce
1. Sora kara futtekita shoujo (空から降ってきた少女?) – 2:25
2. Suraggu keikoku no asa (スラッグ溪谷の朝?) – 3:00
3. Yukai na kenka (~tsuiseki) (愉快なケンカ(~追跡)?) – 4:27
4. Gondoa no omoide (ゴンドアの思い出?) – 2:46
5. Shitui no Pazu (失意のパズー?) – 1:44
6. Robotto hei (fukkatsu ~ kyuushutsu) (ロボット兵(復活~救出)?) – 2:31
7. Gasshou, kimi wo nosete (合唱 君をのせて?) – 2:05 – cantata dal Suginami Children's Choir
8. Shiita no ketsui (シータの決意?) – 2:03
9. Taigaamosu-gou nite (タイガーモス号にて?) – 2:31
10. Hemetsu he no yochou (破滅への予兆?) – 2:17
11. Gekkou no unkai (月光の雲海?) – 2:33
12. Tenkuu no shiro Rapyuta (天空の城ラピュタ?) – 4:34
13. Rapyuta no houkai (ラピュタの崩壊?) – 1:57 – cantata dal Suginami Children's Choir
14. Kimi wo nosete (君をのせて?) – 4:07 – testo di Hayao Miyazaki e cantata da Azumi Inoue

Durata totale: 39:00

## Distribuzione

### Data di uscita
Le uscite cinematografiche internazionali del film sono state:
- 2 agosto 1986 in Giappone (天空の城ラピュタ Tenkū no shiro Rapyuta)
- 1º aprile 1989 negli Stati Uniti e poi ridistribuito dal 15 aprile 2003 con il nuovo ridoppiaggio (Castle in the Sky)
- 14 luglio 1989 in Brasile (O Castelo no Céu)
- 15 gennaio 2003 in Francia (Le château dans le ciel)
- 30 aprile 2004 in Corea del Sud
- 8 giugno 2006 in Germania (Das Schloss im Himmel)
- 9 giugno 2006 in Austria (Das Schloss im Himmel)
- 6 luglio 2007 in Turchia (Gökteki kale)
- 6 marzo 2009 in Finlandia (Laputa - linna taivaalla)
- 25 aprile 2012 in Italia (Il castello nel cielo)
- 19 luglio 2012 in Danimarca (Laputa - Slottet i himlen)

### Edizione statunitense
Negli anni, il film è uscito sul mercato home video statunitense con differenti doppiaggi. In particolare, nel doppiaggio Disney del 1998, intitolato Castle in the Sky, alcuni dialoghi sono stati alterati e la colonna sonora è stata riscritta dallo stesso Joe Hisaishi. Il film venne poi ridistribuito nel 2010 rimasterizzando il doppiaggio inglese, togliendo i dialoghi aggiunti sul muto e riportando la colonna sonora all'originale. La colonna sonora riscritta è comunque offerta come alternativa nel Blu-ray pubblicato da GKIDS nel 2017.

### Edizione italiana
La prima edizione italiana del film è stata distribuita in DVD da Buena Vista Home Entertainment, con il titolo Laputa - Castello nel cielo, nell'aprile 2004. Questa versione è dialogata da Gualtiero Cannarsi e diretta da Carlo Valli. Tuttavia, il DVD è stato misteriosamente ritirato dal mercato meno di un anno dopo. Stessa sorte (ritiro improvviso senza ragione apparente) è toccata all'edizione spagnola del film, molto simile all'edizione italiana. La Buena Vista ha poi definitivamente perso o "congelato" i diritti del film, quindi l'edizione in DVD in questione è fuori commercio e reperibile solo sul mercato dell'usato.
Nel 2012 la Lucky Red Distribuzione, seguendo il suo progetto di distribuire in Italia tutti i titoli dello Studio Ghibli, ha acquistato i diritti del film e ne ha realizzato un nuovo doppiaggio. Questa versione è stata proiettata al cinema il 25 aprile 2012 col titolo Il castello nel cielo ed in seguito è stata commercializzata in DVD e Blu-ray Disc.

## Accoglienza
Il film ha un 96% di approvazione sul sito Rotten Tomatoes e una media voto di 7,6/10, basati sulle recensioni di 28 critici. Il Mereghetti: Dizionario dei film gli assegna due stelle e mezzo su quattro. In un sondaggio condotto nel 2007 dal bunka-chō, l'agenzia giapponese per gli affari culturali, su un pubblico di oltre 80.000 persone, Laputa - Castello nel cielo è emerso al terzo posto nella lista dei cento anime più belli di tutti i tempi, dietro a Neon Genesis Evangelion e Nausicaä della Valle del vento.
Caryn James del The New York Times osserva che la lunghezza di due ore e la trama fin troppo semplice del film potrebbero essere accolte con impazienza e distrazione da un pubblico occidentale. La critica aggiunge che i personaggi risultano come di consueto nei cartoni, stilizzati, con "grandi occhi rotondi e tratti lineari", ma che l'ambientazione, i colori e la simpatia dei personaggi rendono il lungometraggio una "gioia a vedersi". Richard Harrington del The Washington Post afferma che il film è di gran lunga superiore alla maggior parte delle produzioni a basso budget prodotte in serie in Giappone. Egli elogia inoltre l'abilità registica e narrativa di Miyazaki, l'ambientazione, i valori espressi dal film, che emergono da "due ore di avventura in stile Indiana Jones". Miguel Douglas di Isugoi.com lo definisce "una delle opere più semplici e dirette dello Studio Ghibli, ma nonostante tutto rimane un film che offre un'avventura splendida e mozzafiato e al tempo stesso un'esperienza visiva spettacolare, incarnando in pieno l'essenza dello studio". Raphael See di T.H.E.M. Anime gli assegna cinque stelle su cinque. I disegni — afferma — sono ricchi e dettagliati, l'animazione lascia letteralmente a bocca aperta e la colonna sonora, con la sua varietà, è in grado di suscitare una vasta gamma di emozioni.

## Riconoscimenti
- 1987 - Mainichi Film Concours
  - Ofuji Noburo Award ad Hayao Miyazaki, il suo staff e la compagnia Tokuma Shoten

## Riferimenti

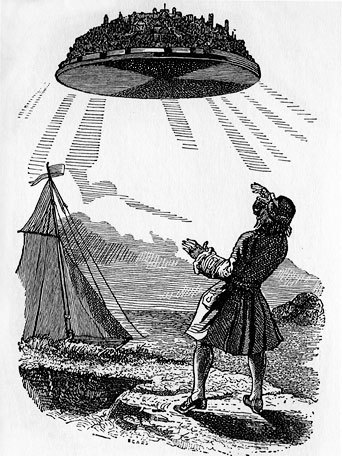
Illustrazione tratta dal romanzo I viaggi di Gulliver, in cui Gulliver scopre l'isola volante di Laputa

Il nome e l'aspetto di "Laputa" derivano dal romanzo di Jonathan Swift I viaggi di Gulliver, dove Laputa è, come nel film, un'isola fluttuante nel cielo e manovrata dai suoi abitanti e da luoghi di ispirazione come Civita di Bagnoregio nel Lazio. Nel film le tremende armi di Laputa vengono illustrate come la potenza divina nei miti della distruzione di Sodoma e Gomorra nella Bibbia e in quelli del poema epico induista Rāmāyaṇa in cui si parla della "freccia di Indra". Anche il nome Sheeta potrebbe essere un riferimento a Sita, la protagonista del poema stesso.
Le architetture del villaggio di Pazu sono basate sulle città minerarie gallesi. Miyazaki visitò per la prima volta il Galles nel 1984 ed ebbe modo di assistere in prima persona allo sciopero dei minatori di quegli anni. Tornato in patria per dirigere Laputa, il film riflette la sua esperienza gallese: «Sono stato in Galles subito dopo la fine dello sciopero dei minatori. Ho veramente ammirato il modo in cui i sindacati dei minatori lottavano fino in fondo per il loro lavoro e le loro comunità, e volevo riflettere la forza di queste comunità nel mio film». In un'intervista al The Guardian ha aggiunto: «Ho ammirato quegli uomini, ho ammirato il modo in cui combattevano per salvare il loro modo di vivere, proprio come facevano anche i minatori in Giappone. Molte persone della mia generazione vedono i minatori come un simbolo; una razza in estinzione di uomini combattenti. Ora non ci sono più». Su una parete della casa del caporeparto della miniera dove lavora Pazu si vede un poster con un minatore che alza il pugno chiuso.

### Riferimenti ad altre opere di Miyazaki
Hayao Miyazaki ha ripreso molti temi dalla sua storica serie televisiva Conan il ragazzo del futuro: i due ragazzi in fuga, i masnadieri dal cuore d'oro che all'inizio sono avversari e alla fine alleati dei protagonisti, la figura dell'antagonista finale, spietato e avido di potere a livello planetario.
I robot di Laputa sono analoghi a quello che appare nell'episodio 155 di Lupin III, I ladri amano la pace, diretto dallo stesso Miyazaki. Alcuni animali immaginari presenti a Laputa sono identici allo scoiattolo-volpe di Nausicaä della Valle del vento.

## Influenze culturali
- Nadia - Il mistero della pietra azzurra, serie TV di Hideaki Anno, Shinji Higuchi (1990-1991): la protagonista, una fanciulla in fuga, aiutata da un ragazzo ingegnoso, ha una pietra dai poteri misteriosi che la collega a una civiltà perduta; un trio di antagonisti diventa loro alleato quando si palesa il vero, inquietante supercattivo. Il soggetto, analogo ma con ambientazione e sviluppi differenti, fu derivato da un soggetto antecedente a Laputa, dello stesso Miyazaki.
- Viaggio verso Agartha, film d'animazione di Makoto Shinkai (2011). I motivi simili sono visti all'inizio della storia: una ragazza con una radio alimentata da una pietra misteriosa incontra un ragazzo che proviene da una civiltà nascosta.
- Mary e il fiore della strega, film d'animazione di Hiromasa Yonebayashi (2017): le influenze sono la parte del volo tra le nuvole e la scoperta dell'isola volante.
- Altre influenze (di Laputa, ma anche di Miyazaki in generale) si possono riscontrare in gran parte dell'animazione nipponica: in Tenchi muyō! Ryōōki, il nucleo di ogni astronave di Jurai è un albero gigantesco; una sonda aliena viene trasformata in albero nella serie Il club della magia!; il game designer Hironobu Sakaguchi ha citato Laputa come fonte di ispirazione per la sua serie di videogiochi di Final Fantasy, citandolo in particolare come un'influenza sui veicoli volanti della serie.
- Atlantis - L'impero perduto, di Gary Trousdale e Kirk Wise (2001) condivide molti temi con Laputa e Nadia.
- Nel videogioco Il professor Layton e l'eredità degli Aslant, il santuario Aslant e i golem sono un evidente riferimento a Laputa come raffigurata nel film Laputa - castello nel cielo.
- Nel manga The 100 Girlfriends Who Really, Really, Really, Really, Really Love You viene menzionato Laputa - castello nel cielo poiché il dio dell'amore, distratto dalla visione del film, benedì il protagonista con ben 100 ragazze